# Anomobryum minutirete
Anomobryum minutirete là một loài Rêu trong họ Bryaceae. Loài này được (Müll. Hal.) Kis mô tả khoa học đầu tiên năm 1984.